# 판후
판후(중국어: 潘虎, 영어: Tiger Pan, 1973년 11월 1일 ~ )는 중화인민공화국의 디자이너이다. 광둥성 선전시에 위치한 디자인 회사인 선전 판후 패키지 디자인 유한공사(潘虎包裝設計有限公司)의 창립자이자 수석 디자이너로 활동했으며 대중 커뮤니케이션 기관의 최고경영자(CEO)를 역임했다.

## 생애
중화인민공화국  후베이성 우한시 출신인 판후는 1992년에 중난 지방 5개 성 시험 지구에서 전공 1위의 성적을 기록하면서 칭화 대학 미술대학의 전신인 중앙공예미술대학 장식디자인과에 입학하였다. 재학 기간에는 비교적 체계적인 설계 기초 교육을 받았으며 취미로 공업디자인과, 환경예술디자인과, 심지어 도자기예술과까지 다니면서 디자인 감각과 사고 방식을 배웠다.
1995년에 열린 제1회 영국 콩커러 페이퍼(Conqueror Paper)가 주최한 이미지 디자인 대회 동상을 수상했고 왕궈룬(王國倫), 린구이즈(林桂枝) 교수의 추천을 통해 중국에 진출한 세계적인 4A 플래그십 광고 회사인 J. 월터 톰슨 베이징 지사에 합류하면서 최초로 사회적 실천을 진행했다. 2010년에 설립 당시에 단 12명의 회원만 있던 판후 패키지 디자인 유한공사는 불과 5년 만에 중국의 프리미엄 소비재 패키지 디자인의 선두 주자가 되었다. 2012년에는 판후가 디자인한 담배갑 디자인 2종 세트가 펜타워드(Pentawards) 은상을 받았는데 중국의 디자이너로는 담배갑 디자인 분야에서 최고상을 수상하는 영예를 안았다.
2015년에는 판후 포장 디자인 유한공사의 봉나오예(封老爺), 아리산(阿里山) 담배 디자인이 각각 펜타워드 음료수 부문 은상, 기타 시장 부문 은상을 수상했다. 2016년에는 판후 패키지 디자인 유한공사의 디자인한 추청(褚橙), 지옌 잉잔(極燕孕盞), 지옌 아이스크림(極燕 冰淇淋), 톈쯔이하오(天子壹號) 담배, 룽펑청 잉다오리(龍鳳呈祥 硬道理) 담배 디자인이 독일 레드닷 디자인 어워드(Red Dot Design Award)에서 5개 부문을 수상했다. 판후 포장 디자인 유한공사가 레드닷 디자인 어워드에서 수상한 가장 높은 등급의 상은 레드닷 베스트 오브 베스트 디자인상(Red Dot Award Best Of The Best)이다.

## 관련 직위
- 중국 지질 대학 예술 및 미디어 아카데미 객원 교수
- 우한 대학 도시설계학원 시각 전달 전문 객원 교수
- 화중 과기 대학 건축 및 도시 계획 학원 객원 교수
- 상하이 공정 기술대학 대학원생 겸임 지도사
- 화난 이공 대학 교외 대학원생 멘토
- 후베이 미술학원 객원 연구원

## 학술 연구

### 강의
- 2006년 창사시: 창사시청 - 도시 이미지 설계 강연
- 2008년 장자제시: 장자제시청 - 도시 이미지 설계 특강
- 2009년 천저우시: 천저우시청 - 도시 이미지 디자인 특강
- 2011년 베이징시: 798 예술구 - 중국 디자이너 살롱·특강
- 2012년 베이징시: 칭화 대학 미술대학 - 시각 커뮤니케이션 디자인·디자인의 가치 강의
- 2012년 주하이시: 베이징 사범대학 주하이 분교 디자인학과 - 패키지 디자인 방법 강의
- 2012년 선전시: OCT LOFT 신흥 디자이너 살롱 - 첫 강의

### 저작물
- 2003년 저서 《담배 브랜드 전략 파트너》 (菸草品牌策略夥伴, 후난 교육 출판사)
- 2009년 논문 《브랜드의 미래는 청소년에 있다》 (品牌的未來在於靑少年, 레드닷)
- 2010년 논문 《2가지 행복의 혈통과 유전자》 (紅雙喜的血統和基因, 중연 온라인 설탕·담배·포도주 주간)
- 2012년 저서 《당신의 도시를 다르게 만드는 것》 (是什麼讓您的城市與眾不同, 중국청년출판사)